# Hieracium barbulatulum
Hieracium barbulatulum es una especie de planta con flor del género Hieracium, de la familia Asteraceae, orden Asterales.

## Distribución
Hieracium barbulatulum se distribuye por Rusia europea.

## Taxonomía
Fue descrita científicamente por (Pohle & Zahn) Elfstr. Fue publicada en Svensk Bot. Tidskr. 8: 217 (1914).